# U-864
U-864 – niemiecki okręt podwodny (U-Boot) typu IX D2 z okresu II wojny światowej. Jego zatopienie 9 lutego 1945 było jedynym przypadkiem w historii, kiedy zanurzony okręt podwodny zatopił inny okręt znajdujący się w zanurzeniu.

## Budowa jednostki i trening załogi
Zamówienie na U-Boota zostało złożone 5 czerwca 1941 roku, natomiast jego budowę 15 października 1942 rozpoczęły zakłady AG Weser w Bremie. Zwodowany został 12 sierpnia 1943 roku i po testach technicznych 9 grudnia 1943 okręt oddano do służby. Dowódcą został komandor podporucznik Ralf-Reimar Wolfram  i był nim aż do zniszczenia jednostki.
Szkolenie załogi odbyło się pomiędzy 9 grudnia 1943 a 31 października 1944 w 4. Flotylli U-Bootów (flotylla szkoleniowa).
W październiku 1944 okręt wyposażono w chrapy, umożliwiające używanie silników spalinowych pod powierzchnią wody.
1 listopada U-864 został przekazany do służby liniowej w 33. Flotylli U-Bootów.

## Służba bojowa
U-864 odbył jeden rejs bojowy o kryptonimie Cezar, podczas którego nie zatopił żadnego statku. Według przechwyconych przez aliantów depesz, celem okrętu było dostarczenie japońskiemu przemysłowi wojennemu rtęci oraz wymiana doświadczeń technologicznych.
Japonia i Niemcy już od 1937 roku prowadziły wymianę gospodarczą oraz technologiczną, początkowo ograniczoną ze względu na niemieckie obawy dotyczące jednostronnych korzyści z tej współpracy. Jednak ze względu na militarne potrzeby obu krajów współpraca się zacieśniała i 27 sierpnia 1940 podpisano pakt trzech. Niemcy potrzebowały rzadkich materiałów (m.in. wolfram, kauczuk, cynk), natomiast Japończycy zainteresowani byli wykorzystywaniem niemieckich technologii. Do wybuchu wojny z ZSRR wymiana odbywała się transportem kolejowym przez teren tego kraju. Później transport surowców zapewniały nawodne statki handlowe płynące wokół przylądka Horn, a po wybuchu wojny ze Stanami Zjednoczonymi wokół Przylądka Dobrej Nadziei. Statki te ponosiły jednak coraz większe straty, w czym miał swój duży udział fakt znajomości ich tras po złamaniu szyfru Enigmy. Zima 1942/43 była ostatnim okresem komunikacji nawodnej pomiędzy tymi krajami – później wykorzystywano do tego okręty podwodne dalekiego zasięgu, początkowo głównie włoskie i japońskie. Próbą złamania alianckiej blokady było wysłanie z Niemiec dziesięciu okrętów podwodnych w ramach operacji Monsun w 1943; wyniki jednak nie były zachęcające (tylko 4 z nich dotarły do celu). Pomimo to kolejne okręty podwodne typu IXD2 wysyłano do Japonii; U-864 był jednym z nich.

### Ostatnia misja
| Data wypłynięcia | Miejsce wypłynięcia | Data dopłynięcia | Miejsce dopłynięcia |
| 5.12.1944        | Kilonia             | 9.12.1944        | Horten              |
| 27.12.1944       | Horten              | 30.12.1944       | Farsund             |
| 1.01.1945        | Farsund             | 5.01.1945        | Bergen              |
| 7.02.1945        | Bergen              | 9.02.1945        | (zatopiony)         |

Okręt z ładunkiem rtęci opuścił bazę w Kilonii i udał się do norweskiego miasta Horten, skąd zabrał naukowców. Z przechwyconych radiogramów wynika, że U-864 raportował niepoprawne działanie chrap. Przed podjęciem długiego rejsu do Japonii należało usunąć wszystkie usterki, dlatego skierowano go awaryjnie do Bergen – chrapy były konieczne ze względu na dominację alianckiego lotnictwa zwalczającego okręty podwodne.
Obecność w Bergen przedłużała się, ponieważ 12 stycznia lotnictwo RAF-u (32 Lancastery i jeden Mosquito) dokonało nalotu na schrony U-Bootów. Trzy bomby typu Tallboy przebiły się przez 3,5 metrowy betonowy strop, wyrządzając drobne szkody także na U-864.
Kilkadziesiąt godzin po wypłynięciu U-864 zgłosił niewłaściwe działanie silnika. Skierowano go ponownie do Bergen, jednak przedtem miał spotkać się z nawodnym okrętem niemieckim w rejonie wyspy Fedje. Do spotkania pomiędzy jednostkami nie doszło.

### Zniszczenie[4]
Rejon, przez który płynął U-864, był patrolowany przez brytyjski okręt podwodny HMS „Venturer”, który uprzedzono o niemieckim U-Boocie i jego przybliżonej trasie. Podczas poszukiwań nie używano azdyku, aby nie zdradzić swojej obecności.
9 lutego 1945 roku hydroakustyk alianckiego okrętu podwodnego usłyszał za pomocą szumonamiernika ciche dźwięki silnika, które stopniowo narastały. Przez cały okres ataku nie użyto sonaru aktywnego. W pewnym momencie brytyjski dowódca zauważył wysoko wystający peryskop (1,0–2,5 metra nad poziom wody) niemieckiego okrętu. Jego obserwacja – poza danymi z szumonamiernika – była podstawą do obliczeń w kalkulatorze torpedowym. Największą kontrowersją jest kwestia wysuniętego masztu chrap – Launders twierdził, że nie widział ich w peryskopie, a obliczenia opierał wyłącznie na lokalizacji peryskopu (część źródeł podaje, że wysuwanego tylko co jakiś czas). Tymczasem zdaniem wielu ekspertów, U-Boot płynął na chrapach (które powinny być lepiej widoczne) – hydroakustyk podawał dźwięki charakterystyczne dla diesla. HMS „Venturer” mógłby nawet nie wykryć swojego przeciwnika, gdyby ten poruszał się na silnikach elektrycznych – są one cichsze, a przy prędkości 3–4 węzłów dźwięki wydawane przez łopaty śrub są słabo słyszalne.
Niemiecki okręt podwodny zygzakował, co pewien czas zmieniając kurs. Część źródeł podaje, że niemieccy marynarze byli prawdopodobnie świadomi obecności wrogiej jednostki, ale uznali zygzakowanie za wystarczający element zapewnienia sobie bezpieczeństwa; inne wyjaśniają to ostrożnością niemieckiego kapitana. Sam kapitan brytyjskiego okrętu wątpił, aby załoga U-864 wiedziała, że jest śledzona.
Po dokonaniu odpowiednich obliczeń o 12:12 wystrzelono cztery torpedy w odstępach 16–18 sekundowych. Opierając się na danych identyfikacji jednostek, z których wynikało, że zanurzenie U-Boota na głębokości peryskopowej mieści się w przedziale 6,3–13,6 metra, ustalono zanurzenie torped w przedziale 9,5–11,4 metra. Niemiecki okręt płynął na południowy wschód, kursem 135–140 stopni.
Jedna z torped po około 180 sekundach trafiła pod kątem ostrym w centralę okrętu. Według stanowiska Norwegian Minedykker Kommandoen odbyło się to na wysokości kilu. Usłyszano pojedynczą eksplozję, więc prawdopodobnie nie nastąpiła detonacja materiałów wybuchowych na pokładzie – wtedy już kilka sekund po pierwszym nastąpiłby kolejny wybuch. Po kolejnych dwóch i pół minutach usłyszano następne eksplozje, które nie mogły być spowodowane torpedą, ponieważ te wystrzelano w kilkunastosekundowych interwałach. HMS „Venturer” o godzinie 12:46 dostrzegł plamę oleju na pozycji 60.46N 04.35E, wysłał meldunek i opuścił ten rejon. Wydarzenie to zaobserwowała z lądu jedna osoba.
Tuż przed trafieniem Niemcy zdali sobie sprawę z ataku (prawdopodobnie spowodowane hałasem wywoływanym przez zbliżające się torpedy) ponieważ stery głębokości ustawione są we wraku w pozycji: do zanurzenia.
Cała załoga U-864 zginęła.

#### Hipotezy dotyczące ataku
Przypuszcza się, że pierwsze trzy torpedy przeszły przed niemieckim okrętem. Obecna skala zniszczeń nie może być wyjaśniona wyłącznie eksplozją samej torpedy. Ze względu na hałas podczas marszu na chrapach, właz pomiędzy centralą a przedziałem silników był zamknięty. Wydaje się również, że zamknięty był przedni właz centrali. Torpeda spowodowała zalanie tego przedziału, a jego zwiększona masa przedzieliła okręt na trzy części – dziobową, rufową oraz najbardziej uszkodzoną centralę. Taka symulacja wyjaśniałaby dźwięki słyszane na brytyjskim okręcie oraz ułożenie wraku na dnie. Resztki centrali okrętu nie zostały jeszcze odnalezione.

### Ładunek

#### Naukowcy
Okręt przewoził kilku naukowców; czterech z nich udało się zidentyfikować dzięki przechwyconym szyfrogramom. Byli to: Rolf von Chilingensperg, Ricelf Schomerus (inżynierowie Messerschmitta), Tadao Yamoto (ekspert w sprawach torped akustycznych) i Toshio Nakai (ekspert w dziedzinie paliw).

#### Rtęć
U-864 przewoził 67 ton metalicznej (płynnej) rtęci umieszczonej w 1857 stalowych pojemnikach na kilu. Dokładne badanie dwóch wydobytych pojemników rtęci o odmiennym kształcie wykazało, że ich ścianki – pierwotnie o grubości 5 mm – są skorodowane w około 80%. Winę za to ponoszą głównie bakterie (microbiologically induced corrosion). Jednak tempo korozji z przyczyn fizykochemicznych będzie prawdopodobnie spadać do wartości około 0,01–0,02 mm na rok (dotychczas wynosiła średnio 0,07 mm); ponadto produkty korozji same w sobie mogą stanowić wystarczającą osłonkę dla rtęci. Według raportu przygotowanego przez DNV, obecne skażenie terenu wokół wraku nie wynika ze skorodowania pojemników, a raczej ze zniszczenia części z nich w momencie zatopienia U-864.
Razem z pojemnikami z rtęcią wydobyto – prawdopodobnie omyłkowo – także jedną z butli ze sprężonym powietrzem, używanym do szasowania. Stopień korozji był znacznie silniejszy niż w przypadku pojemników z rtęcią, z penetracją ścianek.

#### Wyposażenie bojowe
Informacje dotyczące wyposażenia U-864 są ograniczone i opierają się na domysłach. W momencie zatopienia miał on prawdopodobnie pełne wyposażenie bojowe, na które składało się:
- 27 torped,
- 202 sztuki amunicji do działa kalibru 105 mm
- 1150 sztuk do działka kalibru 37 mm
- 3060 sztuk do działka kalibru 20 mm
- 30 granatów ręcznych.
- Ładunek wybuchowy – 500 kg – używany w wypadku konieczności samozatopienia jednostki.

Nie ma na to jednak żadnych jednoznacznych dowodów – są to wnioski na podstawie analizy wyposażenia U-534 oraz z zeznań Jürgena Oestena, oficera zaokrętowanego na U-861, jednostce, która miała podobne zadania do U-864.
Możliwe że nastąpiła eksplozja tych materiałów wraz ze zbiornikami sprężonego powietrza (ich maksymalne ciśnienie wynosiło 200 barów) po trafieniu torpedą, choć wykluczają to zeznania załogi brytyjskiego okrętu. Eksperci rozważają także, czy – jeśli część z tych materiałów nie uległa zniszczeniu przy ataku – mogą one ulec detonacji przy próbie podnoszenia wraku. Hipotetyczną przyczyną detonacji torped jest zmiana ciśnienia podczas podnoszenia statku – eksplozja jest w nich inicjowana między innymi przez zbiorniki sprężonego powietrza (w torpedzie), a ich uszkodzenie zwiększałoby ryzyko wybuchu. Do czasu wystrzelenia torped zapalnik w niemieckich torpedach był fizycznie oddzielony od ładunku wybuchowego; doświadczenia wojenne wskazują, że eksplozja blisko torpedy zazwyczaj nie powodowała jej detonacji.
Są to wyłącznie teoretyczne rozważania, ponieważ nikt na świecie nie ma doświadczeń praktycznych dotyczących ryzyka detonacji ładunków leżących tyle czasu pod powierzchnią wody; przypuszcza się jednak, że jest ono nikłe. Wykluczono możliwość eksplozji wyłącznie z powodu korozji. Pęknięcie zbiorników ze sprężonym powietrzem jest jeszcze mniej prawdopodobne.

#### Plany technologiczne
Na okręcie znajdowały się plany Me 163, Me 262, okrętu podwodnego, turbiny gazowej, sprężarki, radaru i innych urządzeń.

#### Substancje radioaktywne
Do czasu zbadania wraku nie można było wykluczyć, że na pokładzie znajduje się radioaktywny uran, tak jak na innym okręcie płynącym do Japonii – U-234. Hipoteza ta została obalona po analizie resztek okrętu.

## Wykrycie wraku

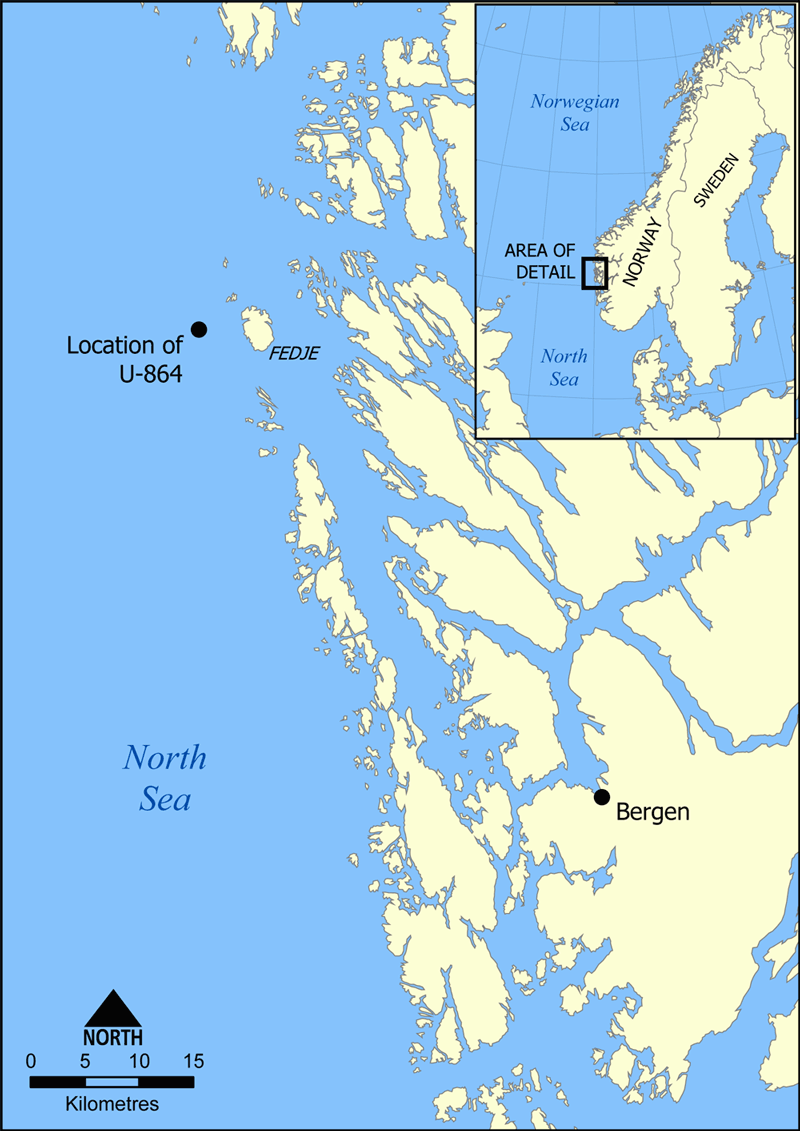
Lokalizacja wraku U-864

W marcu 2003 roku odnaleziono wrak okrętu w dwóch osobnych częściach niedaleko wyspy Fedje (Morze Północne) na głębokości 150-170 metrów. Przypuszczano, że na pokładzie w momencie zniszczenia znajdowało się około 70 ton rtęci, co stanowiłoby zagrożenie dla środowiska. Z tego powodu Norwegowie bardzo aktywnie rozpoczęli analizę zagrożenia, badając alianckie archiwa wojskowe. Ostatecznie istnienie zagrożenia w 2005 potwierdzono, badając próbki gruntu z okolic wraku; jest ona marginalnie skażona w promieniu do 300 metrów. Szacowany koszt bezpiecznego wydobycia wraku jest dość duży (55 milionów dolarów w 2005), choć nie wiadomo, czy długofalowe skutki pozostawienia okrętu na dnie okażą się mniejsze. Analizowano także inne metody wydobycia rtęci: na przykład jej wypompowanie.
Teoretyczna analiza (nieznana jest na przykład dokładna wartość dryfu oraz niektóre dane okrętu) wykazała, że okręt został zniszczony w odległości nie większej niż 70 metrów od obecnej lokalizacji.
Zasugerowano, że nie wszystkie wykryte szczątki znajdują się w pierwotnej lokalizacji, co mogłoby oznaczać obecność rtęci w szerszym rejonie. Gdyby było to prawdą, pierwotny plan zalania betonem U-864 byłby mniej efektywny. W pierwotnej lokalizacji brakuje 7 metrów okrętu; odpowiada to około 7 tonom rtęci. Dokładne badania hydrodynamiczne, uwzględniające dryf, czas spadania, początkowy odrzut itd. oszacowały maksymalną odległość innych części względem wraku na 50–70 metrów.
30 stycznia 2009 roku postanowiono, że optymalnym rozwiązaniem jest wydobycie okrętu z dna, a nie zalewanie go betonem. Dotychczas nie podjęto tej operacji.
W marcu 2013 roku w pobliżu wraku U-864 odkryto wrak innego U-Boota zatopionego przez brytyjski okręt podwodny w kwietniu 1945 roku – U-486.

## Źródła i dodatkowe informacje
- Profil na uboat.net. www.uboat.net. [dostęp 2009-03-06]. (ang.).
- Lista członków załogi. [dostęp 2009-03-06]. (ang.).
- Raport Norweskiej Marynarki. [dostęp 2009-03-06]. (ang.). (rozmiar 14 MB)